# Epipleoneura fernandezi
Epipleoneura fernandezi är en trollsländeart som beskrevs av Racenis 1960. Epipleoneura fernandezi ingår i släktet Epipleoneura och familjen Protoneuridae. Inga underarter finns listade i Catalogue of Life.